# Lingvanex
Lingvanexは2017年3月に立ち上げられたニューラル機械翻訳サービスであり、(キプロスの)ラルナカに拠点を置くノルディックワイズ・リミテッドによって所有されている。このサービスは110言語の翻訳に対応しており、テキスト、HTML、およびファイルの翻訳が可能である。それは ウェブサイト・インターフェイス、API・SDK、オン＝プレミス・ソリューションおよびAndroid、iOS、Windows、macOS向けモバイル・アプリを提供する。Lingvanexのオン＝プレミス版はMicrosoft WindowsとLinuxで実行可能である。Lingvanex翻訳アプリは制限付きで無料提供されるが、その制限はサブスクリプション（利用料）を払う事で除去可能である。

## 歴史
2017年3月に、商標名Lingvanexの下で機械翻訳サービスを提供するためにノルディックワイズ・リミテッドという会社が設立された。
2018年1月には、Lingvanexはテキスト、音声およびウェブページの翻訳を対象とした、初のiOSおよびAndroid向けモバイルアプリを立ち上げた。
同年5月、Lingvanexは欧州機械翻訳協会（EAMT）にて、携帯電話におけるニューラル・オン＝プレミス機械翻訳ソリューションを発表した。
2020年4月に、本トランスレータがまさにあなたが必要としているかもしれない製品として、権威あるメディア『Entrepreneur』によって認められた。
同年同月、チーム・チャット翻訳用Lingvanexアプリが、優秀ボットとしてSlackによって特集された。
同年9月、LingvanexがAWS AIスタートアップ・チャレンジに勝った。
2021年1月、Lingvanexの電話コール通訳アプリが、Product Huntによってオーディオ＆ビデオ・カテゴリーにおいてプロダクト・オブ・イヤー（今年のイチオシ商品）を受賞した。
同年6月、Lingvanexは機械翻訳機能をVivaldiブラウザに統合した。
2023年10月MySmartPriceによれば、Lingvanexは英語＝ヒンディー語間翻訳アプリにおいてベスト10入りを果たした。
同年同月、（※訳注：Vivaldiに引き続き、古巣の）OperaのAndroid版がLingvanex翻訳サービスを統合する。
2024年2月Android Authorityによると、Lingvanexがベスト通訳Google Chrome拡張のリストに含まれた。

## 技術
本翻訳機については、シーケンス間シーケンス・モデルが採用されており、（複数の層から成る）各層にはエンコーダとデコーダが含まれる。Lingvanexの以前のバージョンはLSTMもしくはGRU (単純回帰型ネットワーク)、アテンション層などを使っていた。現在のバージョンは、回帰および畳込みネットワークに接続するために追加の自己アテンション層が挿入される時に、いわゆるTransformerアーキテクチャを使う。
Lingvanexは語学データを収集するために国連と欧州議会の文書と文字起こしを、そして言語モデルを訓練するためにプロプライエタリ・ツールData Studioを使った。言語ペア間の翻訳の大半は、まず仲介言語として英語に変換し、その後ターゲット言語に変換する方式で行われる。

## 製品
Lingvanexの製品は機械翻訳を提供するためにニューラル・ネットワークと最新の科学研究成果を使う:
1. オン＝プレミス・機械翻訳ソフトウェア
2. クラウドAPI翻訳
3. 機械翻訳SDK
4. 単純化テクニカル英語コンバーター
5. MacOS、WindowsおよびSlack用トランスレータ
6. 電話コール・トランスレータ

## （対応）言語
1. アフリカーンス語
2. アルバニア語
3. アムハラ語
4. アラビア語
5. アルメニア語
6. アゼルバイジャン語
7. バスク語
8. ベラルーシ語
9. ベンガル語
10. ボスニア語
11. ブルガリア語
12. カタルーニャ語
13. セブ語
14. チェワ語
15. 簡体字
16. 繁体字
17. コルシカ語
18. クロアチア語
19. チェコ語
20. デンマーク語
21. オランダ語
22. 英語
23. エスペラント
24. エストニア語
25. フィリピン語
26. フィンランド語
27. フランス語
28. フリジア語
29. ガリシア語
30. グルジア語
31. ドイツ語
32. ギリシャ語
33. グジャラート語
34. ハイチ・クレオール語
35. ハウサ語
36. ハワイ語
37. ヘブライ語
38. ヒンディー語
39. ミャオ語
40. ハンガリー語
41. アイスランド語
42. イボ語
43. インドネシア語
44. アイルランド語
45. イタリア語
46. 日本語
47. ジャワ語
48. カンナダ語
49. カザフ語
50. クメール語
51. 朝鮮語
52. クルド語
53. キルギス語
54. ラオス語
55. ラテン語
56. ラトビア語
57. リトアニア語
58. ルクセンブルク語
59. マケドニア語
60. マダガスカル語
61. マレーシア語
62. マラヤーラム語
63. マルタ語
64. マオリ語
65. マラーティー語
66. モンゴル語
67. ミャンマー語
68. ネパール語
69. ノルウェー語
70. オリヤー語
71. パシュトー語
72. ペルシア語
73. ポーランド語
74. ポルトガル語
75. パンジャーブ語
76. ルーマニア語
77. ロシア語
78. サモア語
79. スコットランド・ゲール語
80. セルビア語
81. ソト語
82. ショナ語
83. シンディー語
84. シンハラ語
85. スロバキア語
86. スロベニア語
87. ソマリ語
88. スペイン語
89. スンダ語
90. スワヒリ語
91. スウェーデン語
92. タガログ語
93. タジキスタン語
94. タミル語
95. タタール語
96. テルグ語
97. タイ語
98. トルコ語
99. トルクメニスタン語
100. ウドムルト語
101. ウクライナ語
102. ウルドゥー語
103. ウイグル語
104. ウズベキスタン語
105. ベトナム語
106. ウェールズ語
107. コサ語
108. イディッシュ語
109. ヨルバ語
110. ズールー語

## その他ウェブサイト
- lingvanex.com (英語)
- lingvanex.ru (ロシア語)
- Lingvanex辞書
- Lingvanexブログ